# Larrys Creek
La Larrys Creek est un affluent de la branche ouest (en) du fleuve Susquehanna.
Ce cours d'eau de 36,9 kilomètres se situe dans le comté de Lycoming en Pennsylvanie.
Le pont couvert de Cogan House franchit la Larrys Creek.